# ناحیه گاردونی
ناحیهٔ گاردونی (به مجاری:  Gárdonyi járás) یک ناحیه در مجارستان است که در فیر واقع شده‌است. ناحیهٔ گاردونی ۳۰۶٫۷۹ کیلومتر مربع مساحت و ۲۹٬۴۰۶ نفر جمعیت دارد.